# 435 Ella
Ella (asteroide 435) é um asteroide da cintura principal com um diâmetro de 41,49 quilómetros, a 2,0704496 UA. Possui uma excentricidade de 0,1548267 e um período orbital de 1 400,46 dias (3,84 anos).
Ella tem uma velocidade orbital média de 19,02975953 km/s e uma inclinação de 1,81701º.
Esse asteroide foi descoberto em 11 de Setembro de 1898 por Max Wolf, Arnold Schwassmann.